# Макрорегион
Макрорегио́н (от др.-греч. μακρός — «большой», лат. regio — «область») в общем случае — географический ареал, объединяющий в группу несколько соприкасающихся друг с другом (то есть сопредельных) регионов, совокупно обладающих общими чертами, особенностями.
Для каждого макрорегиона эти черты — в зависимости от контекста — могут быть физико-географическими, природными, историческими, геополитическими, административно-правовыми, экономическими, торговыми, социальными, культурными, этноконфессиональными, демографическими, туристическо-рекреационными или иными, а зачастую — совокупностью всего или части перечисленного.

## Свойства
Макрорегион выступает в многоуровневых системах как таксонометрическая ступень высшего (корневой таксон) или, чаще, следующего перед ним уровня. Например, в физико-географическом районировании в качестве макрорегионов могут выступать физико-географические страны (Восточно-Европейская равнина, Балтийский щит, горы Южной Сибири и др.), которые делятся на регионы — физико-географические области (Южная Индия, Полярный Урал, Тибетское нагорье и др.) — и, далее, на районы, урочища и фации.
Большинство таких систем, впрочем, трёхуровневые — совокупность суб-, мезо- и макрорегионов, а понятие «регион» выступает в них как базовый элемент и изучается в рамках аналитических вузовских дисциплин «регионоведение»/«страноведение». Разграничение макрорегионов может быть нечётким (например, Запад и Восток), различным и варьирующим в зависимости от решаемых задач (например, Южная Италия и Меццоджорно, Ближний Восток и Большой Ближний Восток, Средняя Азия и Центральная Азия). Однако в большинстве случаев создатели тех или иных систем разделения на макрорегионы стараются наделять последние названиями и границами, следуя общепринятым традициям. Бывают и исключения — см., например, Балтоскандия, Промежуточный Регион, Хартленд.
Термины «макрорегион» и «регион» в разных иерархических системах могут взаимозаменяться. Например, Восток как макрорегион распадается на три региона — Ближний, Средний и Дальний Восток. Однако каждый из них может, в свою очередь, быть назван макрорегионом, если как регион принимается территория одной страны или их более компактной связанной группы (например, страны Леванта). Кроме того, в большинстве случаев понятие макрорегион исторически обусловлено и потому ограничено той или иной эпохой. Так, европоцентричные термины «Ближний», «Средний» и «Дальний Восток» имеют смысл для нескольких последних столетий, а для более ранних периодов истории не годятся — тогда Европа была периферией цивилизаций Средиземноморья.
Всё описанное остаётся справедливым и в том случае, если рассматривается одна и та же территория, но с точки зрения различных наук и отраслей прикладного знания. Так, например, с туристическо-рекреационной точки зрения Америка является единым макрорегионом — одним из шести в мире по версии Всемирной туристической организации (ВТО).
Северная Америка является географическим макрорегионом, однако Секретариат ООН в документе «Стандартные коды стран или районов для использования в статистике» выделяет на той же территории три макрорегиона — Северную Америку, Центральную Америку и Карибский бассейн (см. Макрорегионы мира (ООН)).
При этом в археологии есть макрорегион Мезоамерика, в лингвистике и социологии — Латинская Америка, а если требуется исключить из последней континент Южная Америка, то говорят о Средней Америке, которую не следует путать с Центральной.
Существуют, впрочем, и ещё менее традиционные схемы выделения глобальных макрорегионов. Так, в учебнике «Социально-экономическая география зарубежного мира» (под ред. Виктора Вольского) называется 11 цивилизационных макрорегионов: Западная Европа, Центральная и Восточная Европа, Российско-Евро-Азиатский регион, Северная Африка и Средний Восток, Африка южнее Сахары, Южная Азия, Восточная Азия, Юго-Восточная Азия, Северная Америка, Латинская Америка, Австралия и Океания.

## Масштаб

### Глобальный
С точки зрения геополитики для именования географической совокупности регионов именно макрорегионом необходимо, чтобы они формировали региональную систему, то есть находились в экономическом, внешнеполитическом и социокультурном взаимодействии, имели и осознавали свои общие интересы, задачи, цели и стремились их совместно достичь.
Как следствие, в макрорегионах образуются международные межправительственные организации, внешнеполитические блоки, союзы стран, в рамках которых происходит такое взаимодействие. Макрорегион начинает выступать как коллективный субъект международных отношений. Развитие такого взаимодействия может приводить и в ряде случаев приводит к созданию межгосударственных и наднациональных институтов управления, общих регулирующих и координирующих их институтов — чаще всего под эгидой страны-лидера, ядра описанных интеграционных процессов.
Такими лидерами — региональными державами — являлись/являются, например, Пруссия для Германии и Германия для Евросоюза, Московское княжество для России и Россия для Советского Союза/СНГ, Англия для Великобритании и Великобритания для Британской империи/Содружества наций и т. д. Когда влияние такого государства выходит за пределы его макрорегиона на общемировой уровень, последнее становится великой державой.
Сходные процессы могут происходить и на уровне организаций. Образованные как региональные группировки, они могут с течением времени приобретать всё больше признаков глобальности — ЕС, НАТО, ОБСЕ, АТЭС, ШОС, Меркосур и др.

### Межгосударственный
Макрорегионы могут выделять не только по государственным границам, группируя несколько стран. Иногда такие общности трансграничны, то есть объединяют близлежащие регионы различных стран, либо комбинированно — небольшие страны целиком и сопредельные регионы больших стран. Так, например, рассматриваются как макрорегионы Океания, Балтийский регион, Причерноморье и др. Иногда, особенно в Европе, макрорегионами могут считаться исторические области, оказавшиеся разделёнными современными государственными границами — Силезия, Прибалтика, Тироль и др.
Концепция еврорегионов ЕС как класса предусматривает тесную кооперацию приграничных территориальных образований разных государств, в том числе не членов Евросоюза. Например, еврорегион «Карелия» включает в себя как районы входящей в ЕС Финляндии, так и не входящей сопредельной российской Карелии. А еврорегион «Слобожанщина» объединяет приграничные области России и Украины, причём оба этих государства не входят в ЕС.

### Государственный
В некоторых относительно крупных странах мира макрорегионы могут выделяться и как экономические и, вполне официально, как административно-территориальные единицы. Так, Румыния делится на четыре макрорегиона (рум. macroregiuni), каждый из которых содержит по два так называемых «региона развития». Румынские макрорегионы относятся к территориальных статистическим единицам государств-членов ЕС первого уровня (NUTS 1), регионы развития — NUTS 2.
Аналогичным образом Национальный институт статистики Италии делит свою страну на пять макрорегионов (NUTS 1) и 20 регионов (NUTS 2). Каждый итальянский макрорегион одновременно является одним из округов Европарламента. В Словении макрорегионами считают местные природно-территориальные комплексы. Польша делится на четыре сельскохозяйственных макрорегиона. Украину социологи и политологи подразделяют на четыре (Запад, Центр, Восток и Юг) или три (Запад, Центр и Юго-Восток) макрорегиона.
Американские учёные выделяют девять социоэкономических и физико-географических макрорегионов КНР, основываясь на гидрографии и степени их транспортной доступности. Бразильский институт географии и статистики официально группирует штаты своей страны в пять регионов, также называемых макрорегионами, поскольку бразильские штаты, в свою очередь, подразделяются на мезо- и микрорегионы. Хотя от путаницы это не спасает: например, Сорокаба — это, официально, микрорегион мезорегиона макрорегиона агломерации Сан-Паулу.
В отличие от Бюро экономического анализа, которое делит Соединённые Штаты Америки на восемь районов, по версии Бюро переписи населения США страна состоит из девяти районов или четырёх макрорегионов — это Северо-Восток, Средний Запад, Юг и Запад. Ранее их традиционно было три — Север (Союз), Юг (Диксиленд) и Запад (Дикий Запад).
Россию подразделяют на 11 экономических макрорегионов. Однако комплексное районирование традиционно выделяет лишь два — западный (Европейская часть России) и восточный (Азиатская часть России). Именно так макрорегионы изучают в девятых классах общеобразовательных школ страны. Имеет понятие «макрорегион» и юридическое измерение. Федеральный закон № 172-ФЗ
«О стратегическом планировании в Российской Федерации» от 28 июня 2014 года устанавливает:

Макрорегион — часть территории Российской Федерации, которая включает в себя территории двух и более субъектов Российской Федерации, социально-экономические условия в пределах которой требуют выделения отдельных направлений, приоритетов, целей и задач социально-экономического развития при разработке документов стратегического планирования.

В 2007 году президент России Владимир Путин поручил Минрегионразвития подготовить концепцию разделения государства на несколько макроэкономических регионов в дополнение к существующему делению на федеральные округа (см. также Объединение регионов России). Среди целей новшества была указана оптимизация административной структуры под будущие программы развития каждого макрорегиона. В 2018 году Министерство экономического развития России разработало стратегию пространственного развития России, в которой было предложено ввести деление на 14 макрорегионов. В феврале 2019 года стратегия была утверждена, введено деление на 12 макрорегионов, границы которых вписаны в пределы федеральных округов. Границы четырёх из них соответствует границам экономических районов.

### Ведомственный
Помимо общегосударственного деления страны на макрорегионы, другие схемы её разделения могут реализовываться отдельными государственными предприятиями и коммерческими компаниями федерального уровня, исходя из нужд своей деятельности на той же территории с целью максимальной оптимизации расходов, прежде всего логистических.
Например, ФГУП «Почта России» с 2015 года делит Россию на 11 макрорегионов. Идея макрорегионов популярна и у российских операторов мобильной связи. Так, территория действия сети МТС с 2004 года разделена на 10 макрорегионов, а Tele2 с 2014 года работает в девяти своих макрорегионах России. Транснациональные корпорации (ТНК) могут делить ареал своей деятельности на макрорегионы, перешагивая национальные границы. Так, немецкая химическая ТНК Brenntag Group выделяет, например, Центрально-Северный макрорегион, состоящий из Польши, Чехии и Словакии.
Обычно в таких макрорегионах назначаются города-«столицы» (местопребывание штаб-квартир компаний) и высший менеджмент, в частности, главы макрорегионов.